# 800 mètres féminin aux championnats du monde d'athlétisme 2011
Navigation
Berlin 2009 Moscou 2013
L'épreuve du 800 mètres féminin des championnats du monde de 2011 s'est déroulée du 1er au 4 septembre 2011 dans le stade de Daegu en Corée du Sud. Elle est remportée par la Sud-africaine Caster Semenya.

## Critères de qualification
Pour se qualifier pour les Championnats (minima A), il fallait avoir réalisé moins de 1 min 59 s 80 entre le 1er octobre 2010 et le 15 août 2011. Le minima B est de 2 min 01 s 30.

## Records et performances

### Records
Les records du 800 m femmes (mondial, des championnats et par continent) étaient avant les championnats 2011 les suivants.
| Record                    | Athlète               | Pays             | Temps         | Lieu                         | Date             |
| ------------------------- | --------------------- | ---------------- | ------------- | ---------------------------- | ---------------- |
| Record du monde           | Jarmila Kratochvílová | Tchécoslovaquie  | 1 min 53 s 28 | Munich, Allemagne            | 26 juillet 1983  |
| Record des championnats   | Jarmila Kratochvílová | Tchécoslovaquie  | 1 min 54 s 68 | Helsinki, Finlande           | 9 août 1983      |
| Record d'Afrique          | Pamela Jelimo         | Kenya            | 1 min 54 s 01 | Zurich, Suisse               | 29 août 2008     |
| Record d'Asie             | Liu Dong              | Chine            | 1 min 55 s 54 | Beijing, Chine               | 9 septembre 1993 |
| Record d'Amérique du Nord | Ana Fidelia Quirot    | Cuba             | 1 min 54 s 44 | Barcelone, Espagne           | 9 septembre 1989 |
| Record d'Amérique du Sud  | Letitia Vriesde       | Suriname         | 1 min 56 s 68 | Gothenburg, Suède            | 13 août 1995     |
| Record d'Europe           | Jarmila Kratochvílová | Tchécoslovaquie  | 1 min 53 s 28 | Munich, Allemagne de l'Ouest | 26 juillet 1983  |
| Record d'Océanie          | Toni Hodgkinson       | Nouvelle-Zélande | 1 min 58 s 25 | Atlanta, États-Unis          | 27 juillet 1996  |

### Meilleures performances de l'année 2011
Les dix athlètes les plus rapides de l'année sont, avant les championnats (au 14 août 2011), les suivants.
|    | Athlète               | Pays        | Temps         | Date            |
| -- | --------------------- | ----------- | ------------- | --------------- |
| 1  | Mariya Savinova       | Russie      | 1 min 56 s 95 | 22 juillet 2011 |
| 2  | Yuliya Rusanova       | Russie      | 1 min 56 s 99 | 22 juillet 2011 |
| 3  | Ekaterina Kostetskaya | Russie      | 1 min 57 s 19 | 22 juillet 2011 |
| 4  | Svetlana Klyuka       | Russie      | 1 min 58 s 03 | 22 juillet 2011 |
| 5  | Elena Kofanova        | Russie      | 1 min 58 s 04 | 6 août 2011     |
| 6  | Sviatlana Usovich     | Biélorussie | 1 min 58 s 12 | 25 juin 2011    |
| 7  | Kenia Sinclair        | Jamaïque    | 1 min 58 s 21 | 29 juillet 2011 |
| 8  | Halima Hachlaf        | Maroc       | 1 min 58 s 27 | 9 juin 2011     |
| 9  | Liliya Lobanova       | Ukraine     | 1 min 58 s 30 | 31 mai 2011     |
| 10 | Alysia Montano        | États-Unis  | 1 min 58 s 33 | 26 juin 2011    |

## Résultats

### Finale
| Rang               | Athlète                   | Temps              |
| ------------------ | ------------------------- | ------------------ |
| Médaille d'or      | Caster Semenya            | 1 min 56 s 35 (SB) |
| Médaille d'argent  | Janeth Jepkosgei Busienei | 1 min 57 s 42 (SB) |
| Médaille de bronze | Alysia Montano            | 1 min 57 s 48 (SB) |
| 4                  | Maggie Vessey             | 1 min 58 s 50 (SB) |
| 5                  | Kenia Sinclair            | 1 min 58 s 66      |
| DSQ                | Yuliya Rusanova           | —                  |
| DSQ                | Mariya Savinova           | —                  |
| DSQ                | Ekaterina Kostetskaya     | —                  |

### Demi-finales
Les deux premiers athlètes de chaque course ainsi que les deux meilleurs temps se qualifient pour la finale.
| Rang | Athlète             | Temps              |
| ---- | ------------------- | ------------------ |
| —    | Yuliya Rusanova     | DQ                 |
| 1    | Maggie Vessey       | 1 min 58 s 98 Q    |
| 2    | Jennifer Meadows    | 1 min 59 s 07      |
| 3    | Eunice Jepkoech Sum | 1 min 59 s 94      |
| 4    | Rosibel García      | 2 min 00 s 79 (SB) |
| 5    | Annet Negesa        | 2 min 01 s 51      |
| 6    | Maryna Arzamasava   | 2 min 02 s 13      |
|      | Halima Hachlaf      | DNF                |

| Rang | Athlète                   | Temps                |
| ---- | ------------------------- | -------------------- |
| —    | Mariya Savinova           | DQ                   |
| 1    | Janeth Jepkosgei Busienei | 1 min 58 s 50 Q (SB) |
| 2    | Alysia Montano            | 1 min 58 s 67 q      |
| 3    | Liliya Lobanova           | 1 min 59 s 38        |
| 4    | Emma Jackson              | 1 min 59 s 77 (PB)   |
| 5    | Tintu Luka                | 2 min 00 s 95 (SB)   |
| 6    | Lucia Klocová             | 2 min 01 s 85        |
| 7    | Zahra Bouras              | 2 min 12 s 08        |

| Rang | Athlète               | Temps                |
| ---- | --------------------- | -------------------- |
| 1    | Caster Semenya        | 1 min 58 s 07 Q (SB) |
| —    | Ekaterina Kostetskaya | DQ                   |
| 2    | Kenia Sinclair        | 1 min 58 s 93 q      |
| 3    | Fantu Magiso          | 1 min 59 s 17 (NR)   |
| 4    | Alice Schmidt         | 2 min 01 s 16        |
| 5    | Cherono Koech         | 2 min 01 s 48        |
| 6    | Marilyn Okoro         | 2 min 01 s 54        |
| 7    | Yuliya Krevsun        | 2 min 05 s 37        |

### Séries
Les quatre premiers de chaque séries (Q) plus les 4 meilleurs temps (q) se qualifient pour les demi-finale.
| Rang | Athlète             | Temps                |
| ---- | ------------------- | -------------------- |
| 1    | Jennifer Meadows    | 2 min 01 s 11 Q      |
| 2    | Maggie Vessey       | 2 min 01 s 32 Q      |
| 3    | Rosibel García      | 2 min 01 s 33 Q (SB) |
| 4    | Eunice Jepkoech Sum | 2 min 01 s 37 Q      |
| —    | Yuliya Rusanova     | DQ                   |
| 5    | Egle Balciünaité    | 2 min 02 s 88        |
| 6    | Yvonne Hak          | 2 min 03 s 05        |

| Rang | Athlète           | Temps              |
| ---- | ----------------- | ------------------ |
| 1    | Kenia Sinclair    | 2 min 01 s 66 Q    |
| 2    | Halima Hachlaf    | 2 min 01 s 80 Q    |
| 3    | Yuliya Krevsun    | 2 min 01 s 88 Q    |
| 4    | Maryna Arzamasava | 2 min 01 s 97 Q    |
| 5    | Fantu Magiso      | 2 min 02 s 58 q    |
| 6    | Merve Aydin       | 2 min 04 s 88      |
| 7    | Yeon-jung Huh     | 2 min 08 s 05      |
| 8    | Zourah Ali        | 2 min 36 s 36 (PB) |

| Rang | Athlète                   | Temps           |
| ---- | ------------------------- | --------------- |
| 1    | Janeth Jepkosgei Busienei | 1 min 59 s 36 Q |
| —    | Ekaterina Kostetskaya     | DQ              |
| 3    | Alysia Montano            | 1 min 59 s 62 Q |
| 4    | Marilyn Okoro             | 1 min 59 s 74 Q |
| 5    | Luiza Gega                | 2 min 03 s 21   |
| 6    | Margarita Matsko          | 2 min 04 s 24   |
| —    | Tetiana Petlyuk           | DQ              |

| Rang | Athlète           | Temps                |
| ---- | ----------------- | -------------------- |
| —    | Mariya Savinova   | DQ                   |
| 2    | Caster Semenya    | 2 min 01 s 01 Q      |
| 3    | Cherono Koech     | 2 min 01 s 03 Q (SB) |
| 4    | Alice Schmidt     | 2 min 01 s 11 Q      |
| 5    | Emma Jackson      | 2 min 01 s 17 q      |
| 6    | Tintu Luka        | 2 min 01 s 89 q      |
| 7    | Truong Thanh Hang | 2 min 03 s 52        |

| Rang | Athlète           | Temps                |
| ---- | ----------------- | -------------------- |
| 1    | Annet Negesa      | 2 min 02 s 75 Q      |
| 2    | Zahra Bouras      | 2 min 02 s 77 Q      |
| 3    | Lucia Klocová     | 2 min 02 s 81 Q (SB) |
| 4    | Liliya Lobanova   | 2 min 02 s 84 Q      |
| 5    | Nikki Hamblin     | 2 min 02 s 84 (SB)   |
| 6    | Lemlem Bereket    | 2 min 03 s 62        |
| 7    | Sviatlana Usovich | 2 min 05 s 62        |

## Légende
Records et Performances
- AR : Record continental (area record)
- CR : Record des championnats (championship record)
- MR : Record du meeting (meet record)
- NR : Record national (national record)
- OR : Record olympique (olympic record)
- PR : Record paralympique (paralympic record)
- PB : Record personnel (personal best)
- SB : Meilleure performance personnelle de la saison (season's best)
- WL : Meilleure performance mondiale de l'année (world leader)
- WJR : Record du monde junior (world junior record)
- WR : Record du monde (world record)

Circonstances et Conditions
- DNF : N'a pas terminé (did not finish)
- DNS : N'a pas pris le départ (did not start)
- DQ : Disqualification (disqualification)
- NM : Aucun essai valable enregistré (No Mark)
- Q : Qualifié « directement » au prochain tour (ou à la prochaine compétition), lors d'une compétition majeure, grâce au classement ou à la réalisation des minima (automatic qualifier)
- q : Qualifié au prochain tour (ou à la prochaine compétition), lors d'une compétition majeure, grâce au repêchage ou à la réalisation de l'une des meilleures performances parmi celles des « non qualifiés directement » (grâce au meilleur temps ou à la meilleure distance par exemple) (secondary qualifier)